# Seleção Portuguesa de Futsal
A Seleção Portuguesa de Futsal é a equipa nacional de Portugal de futsal masculino, gerida pela Federação Portuguesa de Futebol que representa o país nas competições de futebol organizadas pela UEFA e pela FIFA.

## História
Portugal disputou a sua primeira partida oficial contra a Espanha a 9 de fevereiro de 1987, na Corunha.
No Campeonato Europeu de Futsal de 2018, disputado na Eslovénia, Portugal venceu a Espanha por 3-2 no prolongamento, conquistando o seu primeiro título de campeão europeu.
A 3 de outubro de 2021, Portugal conquistou o Campeonato do Mundo realizado na Lituânia, derrotando a Argentina por 2–1 na final.
Portugal defendeu com êxito o título de campeão europeu de futsal que tinha vencido em 2018 na Eslovénia, ao vencer a seleção da Rússia por 4-2 e voltou assim a erguer o troféu em 2022 nos Países Baixos, tornando-se assim bicampeão europeu.
Portugal venceu a primeira edição da Finalíssima de Futsal disputada em 2022 na Argentina ao vencer a Espanha nos penáltis após um empate a 1 no fim do período regulamentar.

## Estatísticas

### Mundial de Futsal
| Edição | Class            | J             | V             | E             | D             | GM            | GS            |               |
| ------ | ---------------- | ------------- | ------------- | ------------- | ------------- | ------------- | ------------- | ------------- |
| 1989   | Não disputou     | Não disputou  | Não disputou  | Não disputou  | Não disputou  | Não disputou  | Não disputou  | Não disputou  |
| 1992   | Não se apurou    | Não se apurou | Não se apurou | Não se apurou | Não se apurou | Não se apurou | Não se apurou | Não se apurou |
| 1996   | Não se apurou    | Não se apurou | Não se apurou | Não se apurou | Não se apurou | Não se apurou | Não se apurou | Não se apurou |
| 2000   | 3º lugar         | 8             | 5             | 0             | 3             | 23            | 23            |               |
| 2004   | 2ª fase          | 6             | 3             | 1             | 2             | 18            | 8             |               |
| 2008   | 1ª fase          | 4             | 3             | 0             | 1             | 15            | 8             |               |
| 2012   | Quartos de final | 5             | 2             | 1             | 2             | 18            | 14            |               |
| 2016   | 4º lugar         | 7             | 4             | 2             | 1             | 26            | 11            |               |
| 2021   | Campeão          | 7             | 5             | 2             | 0             | 26            | 12            |               |
| 2024   | Oitavas de final | 4             | 3             | 0             | 1             | 18            | 6             |               |
| Total  | 7/10             | 41            | 25            | 6             | 10            | 144           | 82            |               |

### Europeu de Futsal
| Edição | Class            | J             | V             | E             | D             | GM            | GS            |               |
| ------ | ---------------- | ------------- | ------------- | ------------- | ------------- | ------------- | ------------- | ------------- |
| 1996   | Não se apurou    | Não se apurou | Não se apurou | Não se apurou | Não se apurou | Não se apurou | Não se apurou | Não se apurou |
| 1999   | 1ª fase          | 3             | 0             | 2             | 1             | 4             | 6             |               |
| 2001   | Não se apurou    | Não se apurou | Não se apurou | Não se apurou | Não se apurou | Não se apurou | Não se apurou | Não se apurou |
| 2003   | 1ª fase          | 3             | 1             | 1             | 1             | 10            | 12            |               |
| 2005   | 1ª fase          | 3             | 1             | 0             | 2             | 9             | 14            |               |
| 2007   | 4º lugar         | 5             | 2             | 1             | 2             | 13            | 7             |               |
| 2010   | Vice-campeão     | 5             | 1             | 2             | 2             | 12            | 14            |               |
| 2012   | Quartos de final | 3             | 2             | 0             | 1             | 7             | 5             |               |
| 2014   | 4º lugar         | 5             | 2             | 1             | 2             | 18            | 17            |               |
| 2016   | Quartos de final | 3             | 1             | 0             | 2             | 9             | 11            |               |
| 2018   | Campeão          | 5             | 5             | 0             | 0             | 23            | 9             |               |
| 2022   | Campeão          | 6             | 6             | 0             | 0             | 19            | 9             |               |
| Total  | 10/12            | 41            | 21            | 7             | 13            | 124           | 104           |               |

## Plantel atual
Jogadores convocados para o Campeonato do Mundo de Futsal de 2021, de 12 de setembro a 3 de outubro de 2021.
Treinador:Jorge Braz
| N.º          | Nome           | Nascimento                        | Clube             |
| Guarda-Redes | Guarda-Redes   | Guarda-Redes                      | Guarda-Redes      |
| ------------ | -------------- | --------------------------------- | ----------------- |
|              | Bebé           | 19 de maio de 1983 (41 anos)      | Leões Porto Salvo |
|              | Edu Sousa      | 19 de agosto de 1996 (28 anos)    | Viña Valdepeñas   |
|              | Vítor Hugo     | 30 de novembro de 1982 (42 anos)  | Braga/AAUM        |
| Fixos        |                |                                   |                   |
|              | João Matos     | 21 de fevereiro de 1987 (38 anos) | Sporting CP       |
|              | Afonso Jesus   | 6 de janeiro de 1998 (27 anos)    | SL Benfica        |
|              | André Coelho   | 30 de outubro de 1993 (31 anos)   | FC Barcelona      |
|              | Tomás Paçó     | 19 de abril de 2000 (24 anos)     | Sporting CP       |
|              | Erick Mendonça | 21 de julho de 1995 (29 anos)     | Sporting CP       |
| Alas         |                |                                   |                   |
|              | Fábio Cecílio  | 30 de abril de 1993 (31 anos)     | Braga/AAUM        |
|              | Bruno Coelho   | 1 de agosto de 1987 (37 anos)     | Nápoles           |
|              | Miguel Ângelo  | 2 de fevereiro de 1994 (31 anos)  | Sporting CP       |
|              | Pany Varela    | 25 de fevereiro de 1989 (36 anos) | Sporting CP       |
|              | Ricardinho     | 3 de setembro de 1985 (39 anos)   | ACCS Paris        |
|              | Tiago Brito    | 22 de julho de 1991 (33 anos)     | Braga/AAUM        |
|              | Pauleta        | 12 de junho de 1994 (30 anos)     | Sporting CP       |
| Pivôs        |                |                                   |                   |
|              | Zicky Té       | 01 de setembro de 2001 (23 anos)  | Sporting CP       |

## Títulos
| Mundiais              | Mundiais | Mundiais    |
| Competição            | Títulos  | Ano         |
| --------------------- | -------- | ----------- |
| Mundial de Futsal     | 1        | 2021        |
| Continentais          |          |             |
| Competição            | Títulos  | Ano         |
| Europeu de Futsal     | 2        | 2018 e 2022 |
| Intercontinentais     |          |             |
| Competição            | Títulos  | Ano         |
| Finalíssima de Futsal | 1        | 2022        |